# Callicarpa macrophylla
Callicarpa macrophylla es una especie de planta medicinal perteneciente a la familia de las lamiáceas. Es originaria del este de Asia.

## Descripción
Sus frutos parecen pequeñas bayas blancas que en realidad son drupas.

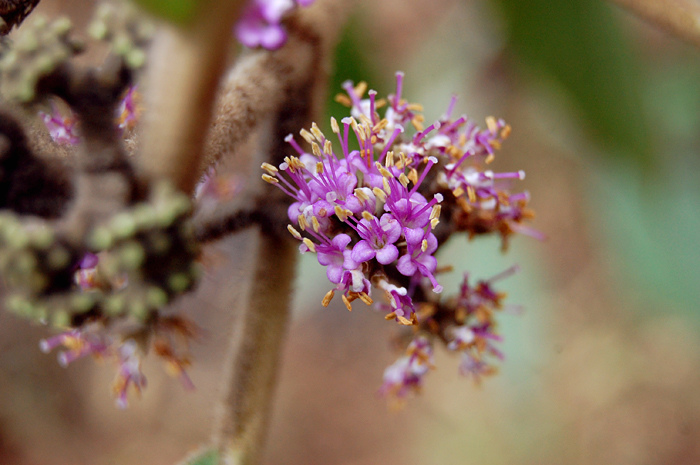
Flores

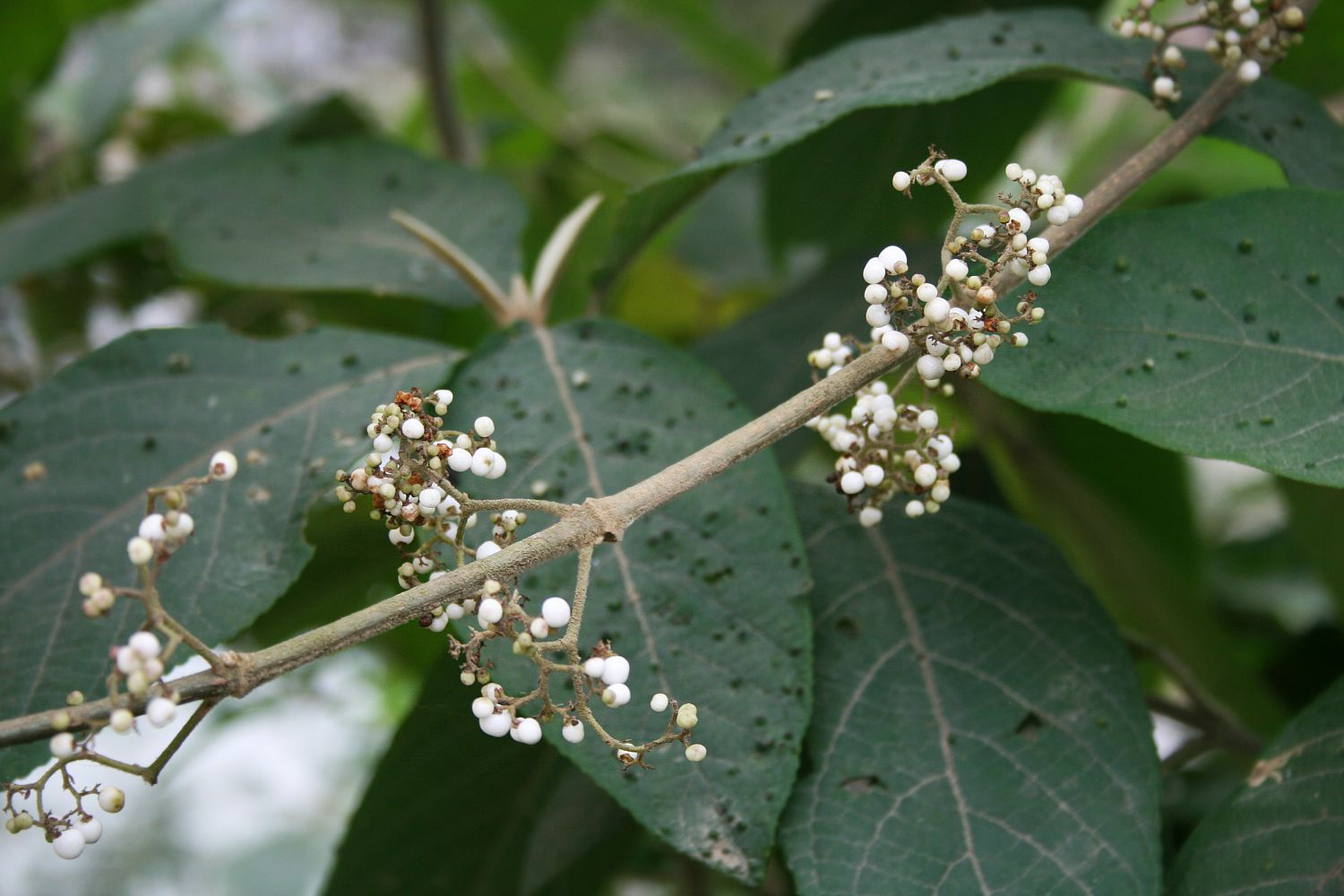
Frutos

## Distribución y hábitat
Se encuentra en localidades pantanosas y en quebradas. Lugares residuales y caminos a 1800 metros. En China en los bosques mixtos, en alturas de 100 - 2000 metros.

## Usos
El fruto es comestible y se puede comer crudo cuando está maduro. Las semillas son venenosas.

## Usos medicinales
Las hojas se usan como hierbas medicinales para el tratamiento de las articulaciones reumáticas. Las hojas también se pueden utilizar para hacer una bebida a base de hierbas o como decoración.
Las hojas se calientan y se aplica como una cataplasma para aliviar el dolor de las articulaciones reumáticas. Una decocción de las hojas se utiliza en el tratamiento de la diarrea y la disentería. Un zumo de las hojas mezcladas con partes iguales de Drymaria diandra y Oxalis corniculata se utiliza en el tratamiento de trastornos gástricos. La raíz se mastica para aliviar las erupciones en la lengua. Una pasta hecha de la raíz se utiliza para tratar la fiebre. Un aceite obtenido de las raíces es aromático y estomacal. La corteza interna se machaca y se utiliza como emplasto sobre cortes y heridas.

## Taxonomía
Callicarpa macrophylla fue descrita por Martin Vahl  y publicado en Symbolae Botanicae,... 3: 13, pl. 53. 1794.
Etimología
Callicarpa: nombre genérico derivado del griego kalli = "hermoso" y carpae = "fruta", refiriéndose a sus frutas bellamente coloreados.
macrophylla: epíteto latino que significa "con hojas grandes".
Sinonimia
- Callicarpa cana Gamble
- Callicarpa dunniana H.Lév.
- Callicarpa incana Roxb.
- Callicarpa macrophylla var. griffithii C.B.Clarke
- Callicarpa macrophylla var. kouytchensis H.Lév.
- Callicarpa roxburghii Wall. ex Walp.
- Callicarpa salviifolia Griff.
- Callicarpa tomentosa K.D.Koenig ex Vahl[3][4]